# Systropus fumosus
Systropus fumosus är en tvåvingeart som beskrevs av Hesse 1938. Systropus fumosus ingår i släktet Systropus och familjen svävflugor.
Artens utbredningsområde är Moçambique. Inga underarter finns listade i Catalogue of Life.